# 假牙

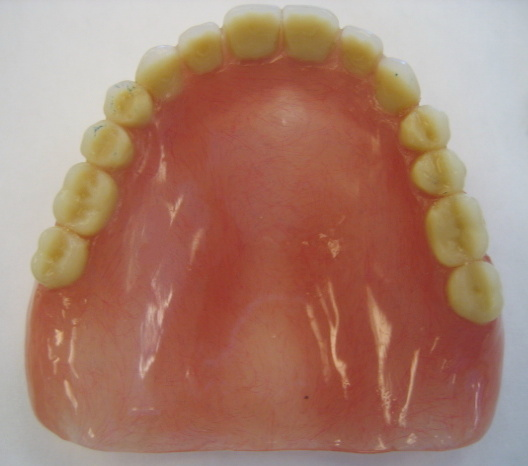
同一副假牙的咬合片（Occlusal view）外形

假牙或称义齿是一種替代牙齒的輔助裝置。一般用于代替由于意外事故、天生缺失或牙齿老化脱落等而无法正常使用的牙齿。

## 歷史
假牙的製作到十八世紀都沒有大進步，主要是材質方面沒有突破，一般用黄金或獸骨與象牙，也常取自人的牙齒。法國文學《悲惨世界》中的苦命女芳汀就賣掉自己的牙齒，上排两颗门牙卖出了40法郎。1815年滑鐵盧戰爭結束，戰場上留下數萬死傷者。獵牙者在黑夜撐開戰死士兵的嘴巴，用鉗子拔下大量的門牙，推动了假牙市场的繁荣。滑鐵盧之牙（Waterloo Teeth）成了高品質假牙的代名詞。當時倫敦一名牙醫叫做庫柏（Astley Cooper）在他的傳記《庫柏生平記事》提到一位牙齒獵人得意地說：「我可以在一個士兵被擊中倒地的當下，立刻把他的整排牙齒都拔下。」
美國首任總統喬治·華盛頓長年戴假牙，獨立戰爭期間，他需要常常購買牙刷、刮牙器、牙痛藥物等。1789年，華盛頓在總統就職典禮的講台上，他自己的牙齒祗剩左下頜一顆臼齒了。华盛顿有好幾副假牙，其中有以驴牙和马牙做成的假牙，當然還有真人的牙齒。美國爆發南北戰爭，有大批的「牙齒獵人」跟在南軍與北軍後方，將戰死士兵的牙齒取下，銷往歐洲。
古往今來許多長壽高齡的重要政治人物都戴假牙，像邱吉爾和蔣介石。蔣介石在西安事变中倉皇出逃，遺失假牙，一天後被幸終漢奸孙铭九尋回。2006年12月葡萄牙的欧洲社会党會議上，英副相彭仕國發表演講時竟噴出假牙。

## 材料
由于金的耐腐蚀性符合口腔内的环境，所以古代的假牙多为黄金制成。即使是现代，由于金合金的细微延展性，可令表面与其他牙齿吻合，所以修复效果比陶瓷制的大臼齿好。在文化角度，有些文化喜欢制作金牙齿在门牙上。现代的假牙一般由瓷、合金等材料制成，可用掃描技術建模，三維打印成形。由于钛合金的生物相容性且与金一样高强度而耐腐蚀，所以钛合金常用于假牙种植。

## 种类
假牙分为活动假牙与植体假牙，活动假牙可随时在口中拿出，多用于缺损多颗牙齿的患者身上。而植体假牙则是单独从缺牙区的齿槽骨部分使用钛合金种植假牙。
假牙又可被分為：
- 固定式：
  - 人造牙冠：指口腔科患者，因牙外伤或龋齿等原因，将患牙修補後，再进行打磨改小，之后镶嵌的牙冠形修复体，用以保護變得脆弱的自然牙。
  - 牙橋：因一顆缺牙，牙醫師利用兩側相鄰的牙齒作為支撐，做出三顆假牙，而牙橋支撐點位於兩側的健康牙齒，缺點是因要套假牙而需要磨細良好的牙齒，才能套上牙橋。
  - 植牙：較昂貴的技術，把人造植體植入牙床骨，再於植體套上人造牙冠，需要動手術才能完成，但不損及周圍牙齒，適合單顆或連續的缺齒。
- 活動式：
  - 活動式假牙：在鐵套上做出假的牙齒，來補足缺牙的部分，而支撐點是利用鐵勾勾住牙齒來固定[5]，適合缺牙較多的患者；全口缺齒的患者，則利用牙床骨表面及口腔內的黏膜固定全口假牙；另有使用植體固定的全口活動假牙[6]。